# 第二期輕鐵感謝之旅
第二期輕鐵感謝之旅是港鐵公司於2023年2月26日，在元朗站至兆康站一段的輕鐵路段，為輕鐵第二期列車退役所舉行的歡送活動。是次活動吸引到過千名鐵路迷參與。

## 背景
九鐵公司為配合香港輕鐵天水圍支線於1992年通車，於1991年向日本川崎重工業購買30輛輕鐵車輛，供輕鐵系統使用，亦即是輕鐵第二期列車。
原本第二期列車會按計劃進行翻新工程，後來港鐵公司改變主意，以訂購新車來取代第二期列車，因此本型號列車不獲翻新。
而隨著為取代第二期列車而購買、由中車南京浦鎮車輛生產的第五期列車在2020年11月17日開始分批投入服務，第二期列車陸續退役，最後四卡於此活動後退役。

## 活動詳情
活動中的兩列列車車頭分別以中英文標示「感謝二期車」和「THANK YOU LRV P2」。車廂內設有展示板，介紹第二期輕鐵的相關資訊。
同時，兆康站輕鐵月台上亦設有由畫家繪畫的第二期輕鐵畫作及模型展示等，供在場人士拍照留念及觀賞。
第一班列車早上約9時駛入元朗站月台，於9時15分開出駛往兆康站，途中由車長廣播解說列車歷史及特色。到達兆康站後停留約1小時，讓市民登車拍照留念，後於大約11時以（886）車序先後返回車廠。

## 參與列車
| 頭卡 | 尾卡 | 離開元朗站時間 | 離開兆康站時間 | 車廠     |
| ---- | ---- | -------------- | -------------- | -------- |
| 1086 | 1209 | 09:30          | 10:30          | 屯門車廠 |
| 1090 | 1210 | 09:15          | 11:00          | 屯門車廠 |

## 圖集

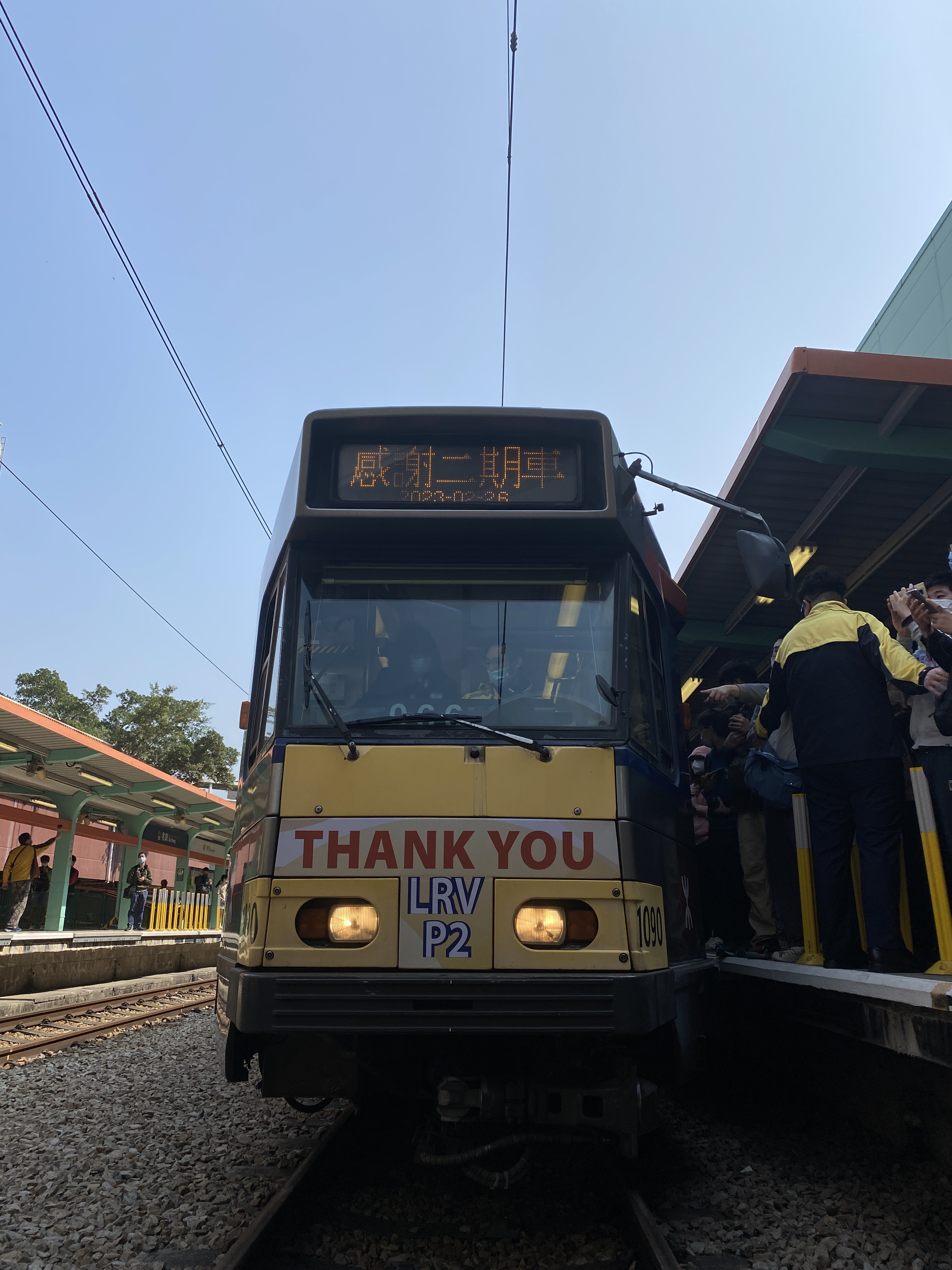
該天的車頭顯示屏 (俗稱「電牌」) 寫上「感謝二期車」字樣，攝於兆康站平交道
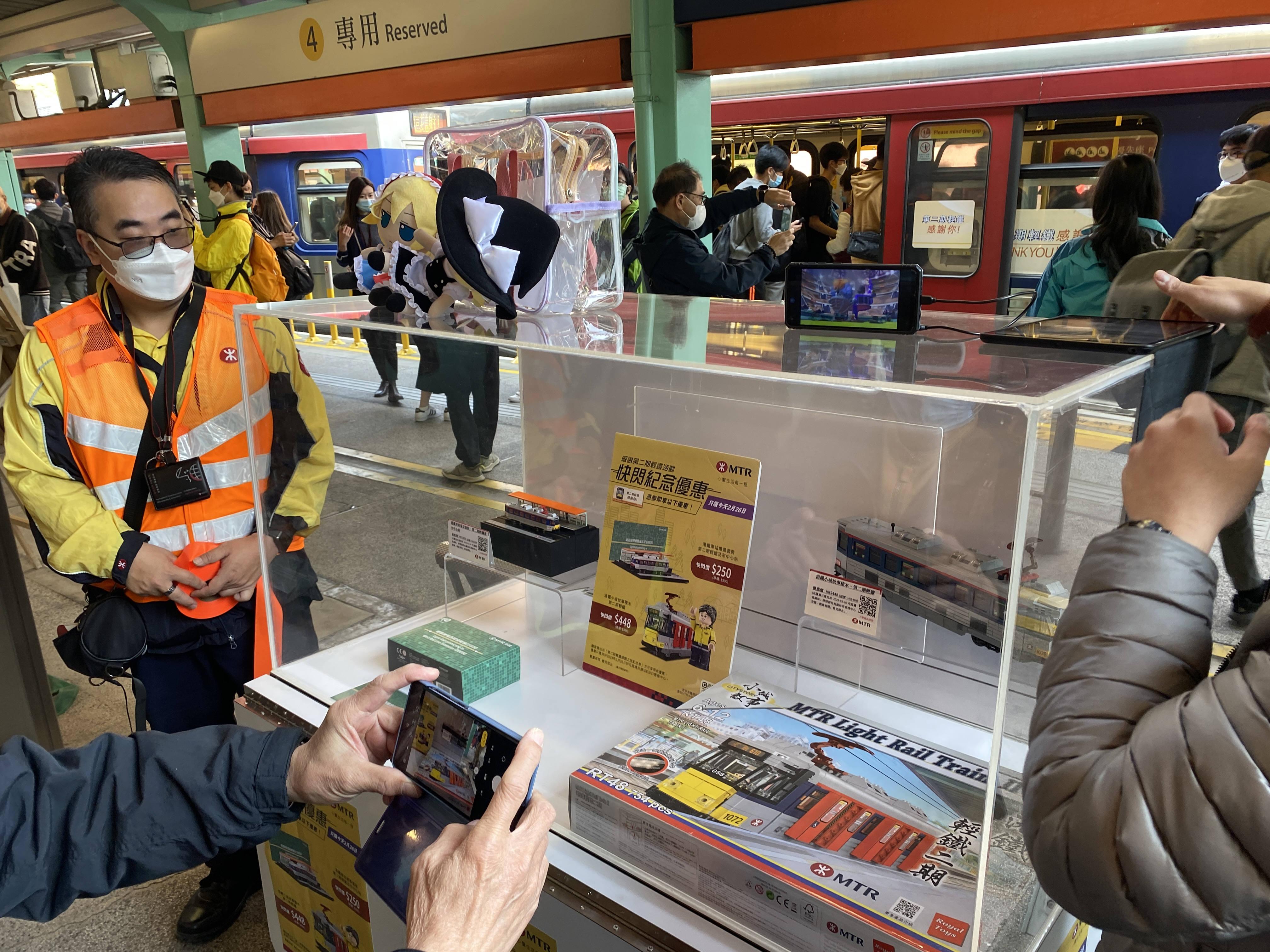
港鐵公司於兆康站月台上展示相關的紀念品
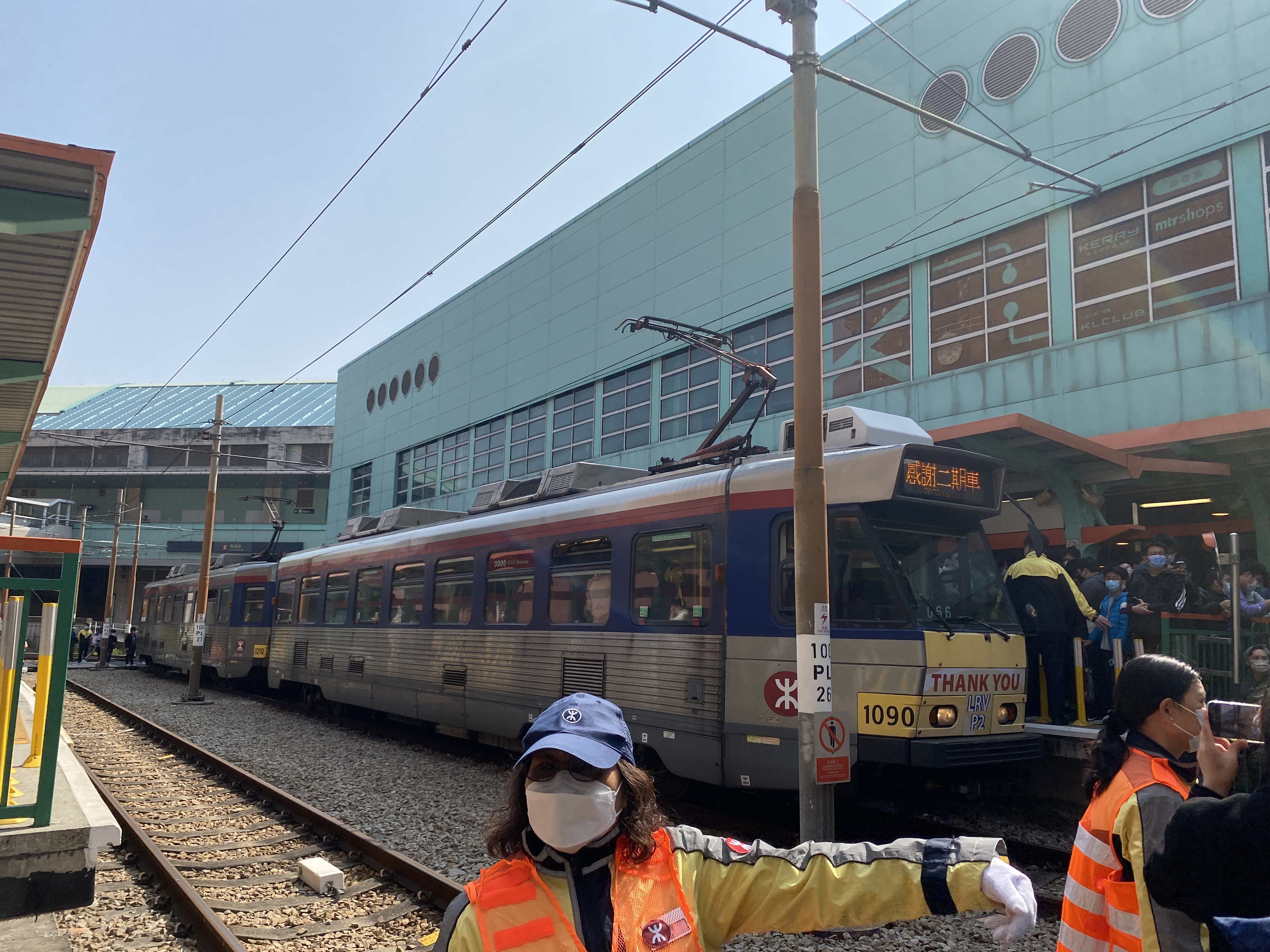
其中一列輕鐵 (1090+1210)，攝於兆康站平交道
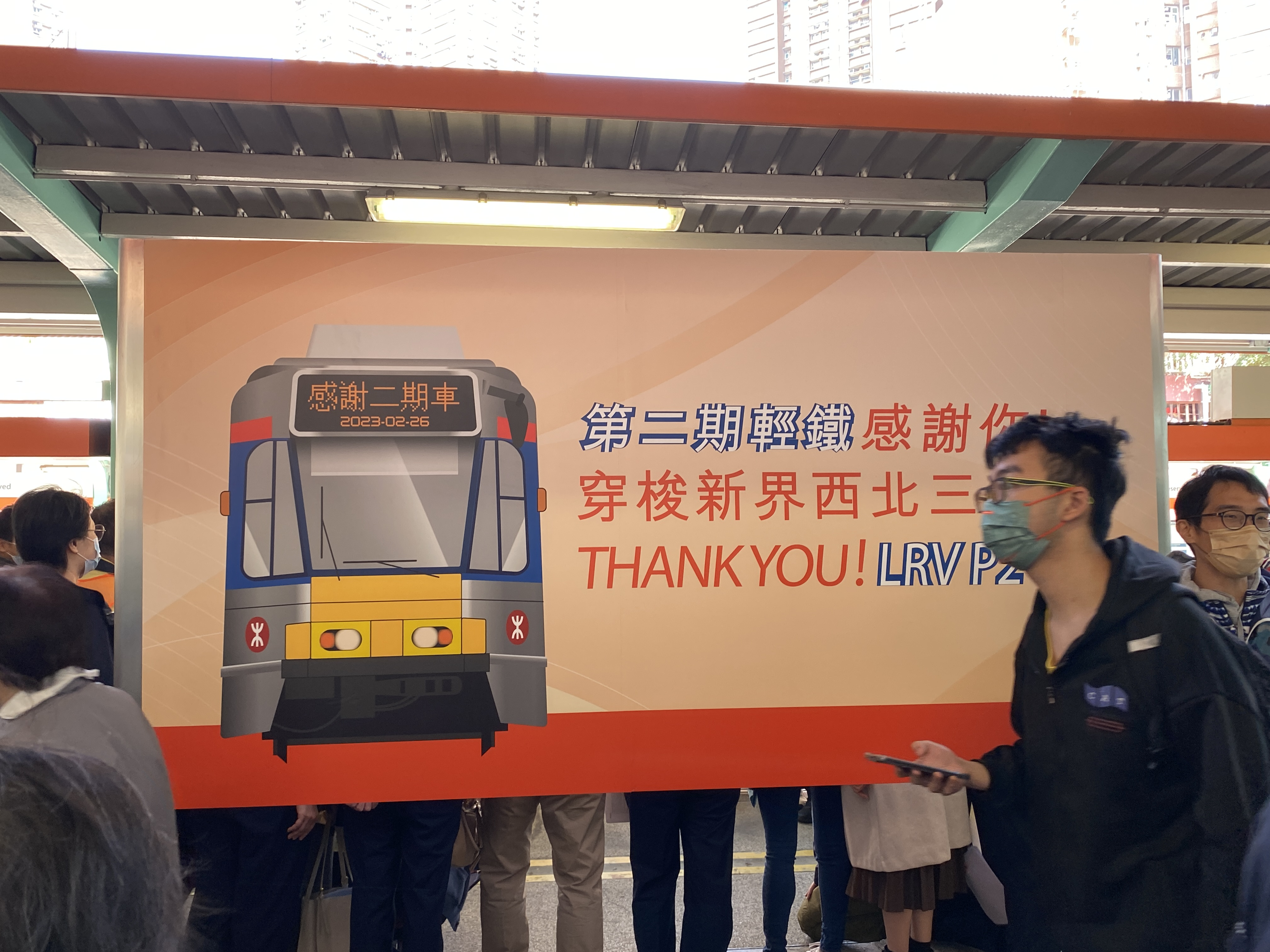
兆康站月台展示板上的設計
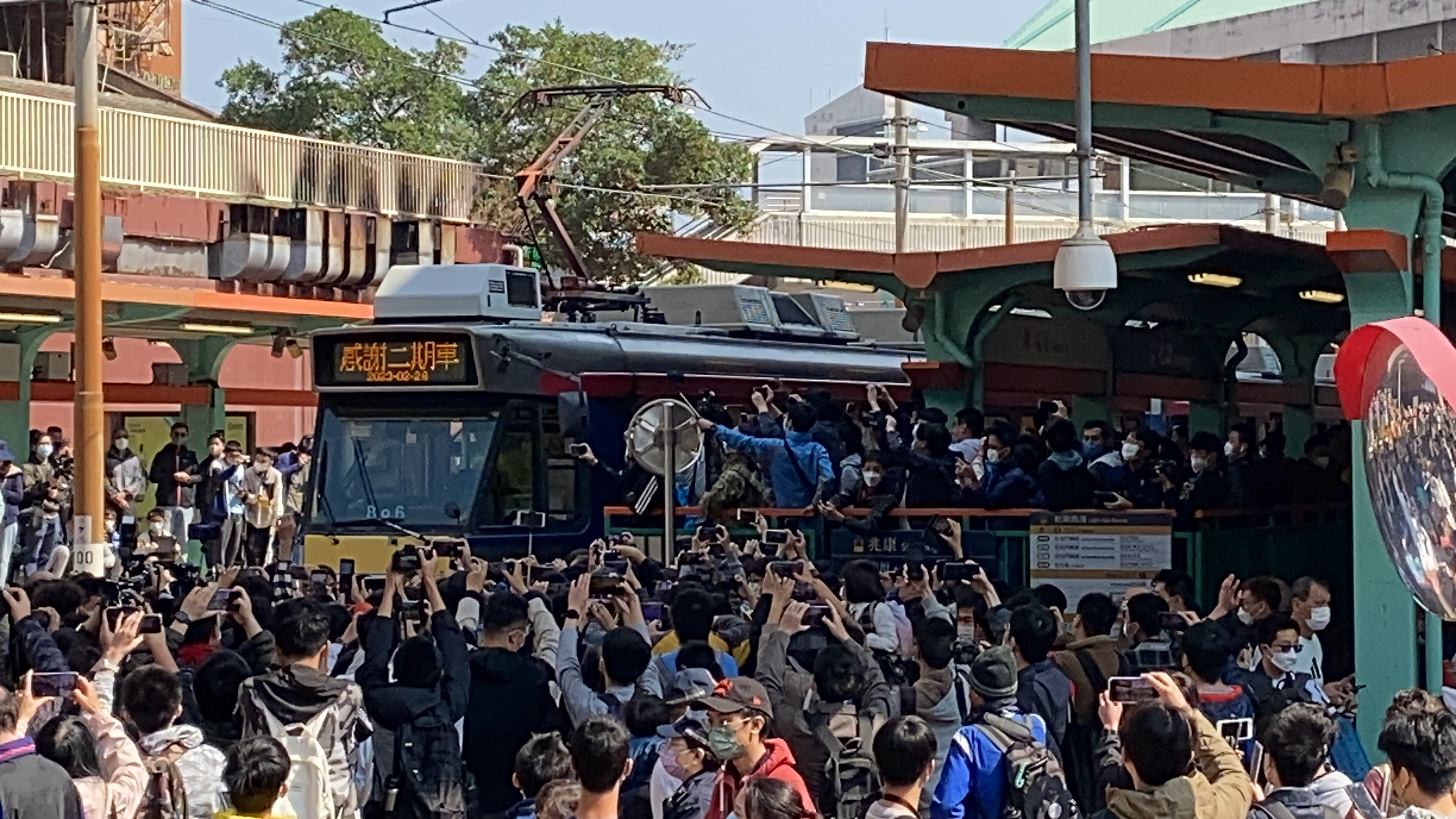
列車駛離兆康站月台時的情景
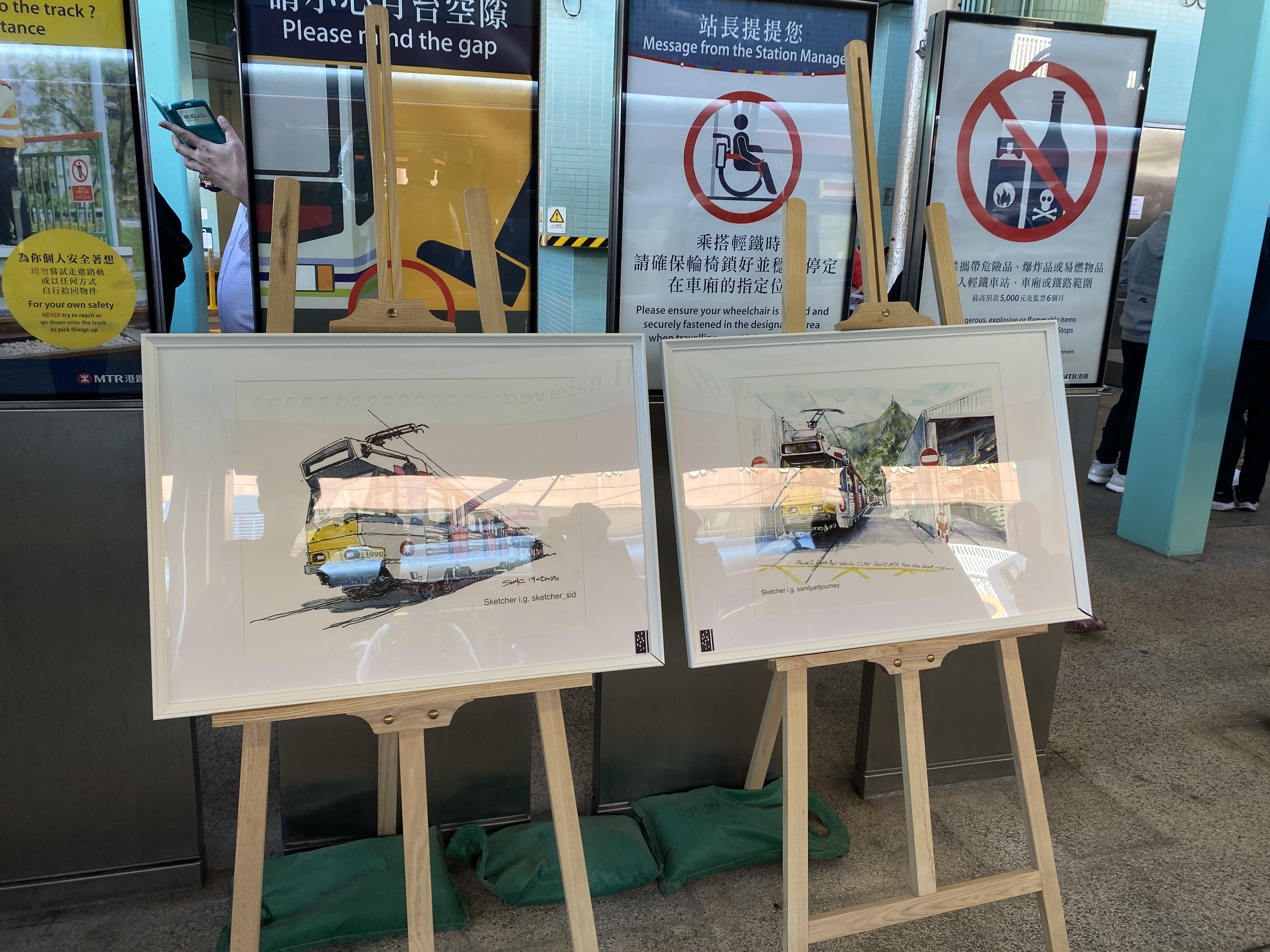
兆康站月台上所展示的畫家畫作
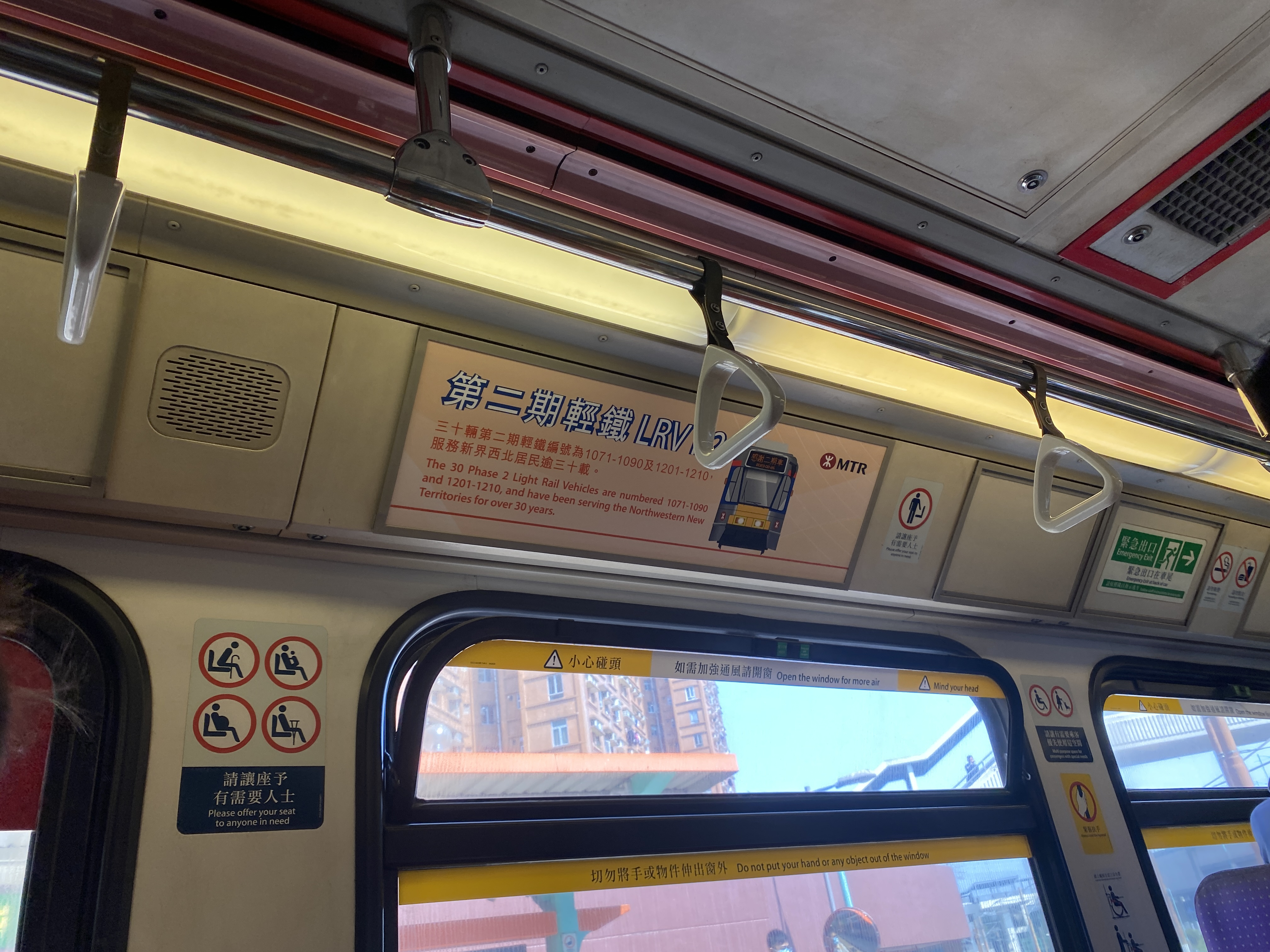
輕鐵車廂內的展示板